# Henry H. Goddard
Pour les articles homonymes, voir Goddard.
Henry Herbert Goddard, né le 14 août 1866 et mort le 18 juin 1957, est un psychologue américain. Il est connu pour avoir été le premier à traduire en anglais le test Binet-Simon dont il a assuré la diffusion aux États-Unis.
Il a beaucoup défendu l'utilisation de tests d'intelligence dans les institutions, hôpitaux, écoles ou armée. Il a contribué au développement de la psychologie clinique, et en 1911, a participé à la rédaction de la première loi américaine exigeant que les enfants atteints de déficience visuelle ou auditive, ou de déficience intellectuelle reçoivent une éducation spécialisée dans les écoles publiques. Il a été le premier psychologue, en 1914, à témoigner devant une juridiction que la déficience intellectuelle devrait limiter la responsabilité pénale des accusés.
Son ouvrage The Kallikak Family: A Study in the Heredity of Feeble-Mindedness (1912) a été très diffusé, bien que Goddard ait admis dès les années 1920 que les idées que ce livre véhiculait étaient obsolètes.

## Biographie
Goddard est né à East Vassalboro, dans le Maine. Ses parents étaient des quakers. Son père meurt quand il est enfant, et sa mère devient prédicatrice itinérante, puis se remarie avec un missionnaire quaker. En 1877, il devient pensionnaire, puis fait ses études secondaires à la Moses Brown School, à Providence (Rhode Island), où il se lie avec Rufus Jones, cofondateur en 1917 de l'American Friends Service Committee, organisme qui a reçu le Prix Nobel de la paix en 1947.
Goddard commence ses études supérieures au Haverford College en 1883, où il joue au football dans l'équipe universitaire. Il interrompt ses études durant une année pour enseigner à Winthrop, dans le Maine (1885-1886). Après son diplôme, il envoie une lettre de candidature à l'université du Sud de la Californie, et se voit offrir un poste temporaire d'enseignant de latin, d'histoire et de botanique. Il est aussi co-entraîneur de l'équipe de football universitaire (1888). Il retourne à Haverford pour son master de mathématiques (1889).
En 1889, il est nommé principal d'une école quaker à Damascus, dans l'Ohio. En 1891, il enseigne à Oak Grove Seminary (Vassalboro), dont il devient le principal en 1893. En 1896, il s'inscrit à l'université Clark, et obtient son doctorat en psychologie en 1899. Il enseigne ensuite à l'institut de formation des enseignants de West Chester (Pennsylvanie) jusqu'en 1906.
De 1906 à 1918, il est directeur de recherche à la Vineland Training School, qui accueille des élèves qui ont des handicaps physiques ou intellectuels. Cet établissement a le premier laboratoire d'étude des handicaps mentaux.
Il présente une contribution en 1910, à la convention annuelle de l'Association américaine pour l'étude des troubles du développement, dans laquelle Il propose notamment de définir un système qui permette de classer les personnes avec déficit intellectuel, en se basant sur leur quotient intellectuel (QI). Il en a tiré des conclusions eugénistes, notamment en préconisant le regroupement des personnes avec un retard de développement intellectuel. Il a notamment contribué à mettre en place un programme de tests au centre d'accueil des immigrés d'Ellis Island en 1913. Ce programme devait permettre aux officiers d'immigration d'identifier l'état intellectuel des personnes pour qui il y avait un doute à cet égard. Il s'est défendu plus tard d'avoir mené une étude statistique sur les pourcentages de personnes avec des troubles intellectuels, selon leur origine, ce qui lui avait été reproché. Ce travail a été ultérieurement contesté par Stephen Jay Gould et Leon Kamin. Goddard a souvent été critiqué pour ses conceptions eugénistes, bien qu'il ait consacré la dernière partie de sa carrière à la recherche d'améliorations dans le domaine éducatif, cherchant à promouvoir des réformes de l'environnement des enfants, et en faisant connaître les meilleures pratiques d'éducation des enfants. Dès les années 1920, il a reconnu qu'il avait fait de nombreuses erreurs au début de ses recherches, et a indiqué que son travail sur The Kallikak Family était à ses yeux obsolète.
En 1918, il devint directeur du bureau de recherche sur la jeunesse de l'Ohio, puis, en 1922, il est nommé professeur de psychologie, dans le Department of Abnormal and Clinical Psychology de l'université d'État de l'Ohio, un poste qu'il occupe jusqu'à son départ à la retraite en 1938. En 1946, il a soutenu le Comité d'urgence des scientifiques atomistes d'Albert Einstein. Il s'est installé à Santa Barbara, en 1947. Il est décédé à son domicile à l'âge de 90 ans, en 1957.

## Distinctions
- 1943 : doctorat honoris causa en droit de l'État de l'Ohio
- 1946 : doctorat honoris causa de l'université de Pennsylvanie.

## Publications
- The Kallikak Family: A Study in the Heredity of Feeble-Mindedness, 1912.
- Standard method for giving the Binet test, 1913.
- Feeble-Mindedness: Its Causes and Consequences, 1914.
- School Training of Defective Children, 1914.
- The Criminal Imbecile: An Analysis of Three Remarkable Murder Cases, 1915.
- Psychology of the Normal and Subnormal, 1919.
- Human Efficiency and Levels of Intelligence, 1920.
- Juvenile Delinquency, 1921.
- Two Souls in One Body?, 1927.
- School Training of Gifted Children, 1928.
- How to Rear Children in the Atomic Age, 1948.